# Alsterbro
Alsterbro est une localité de Suède dans la commune de Nybro située dans le comté de Kalmar.
Sa population était de 439 habitants en 2019.